# Aero Spacelines Super Guppy
L'Aero Spacelines Super Guppy è un grande aereo cargo utilizzato per trasportare carichi eccezionali. È stato il successore del Pregnant Guppy, il primo dei velivoli prodotti dalla Aero Spacelines. Ne sono stati costruiti 5 esemplari in due varianti, sempre denominati "Super Guppy".